# Німона
«Німона» (англ. Nimona) — науково-фантастичний графічний роман американського художника-мультиплікатора Н. Д. Стівенсона. У центрі сюжету — перевертниця, яка стає поплічницею знеславленого лицаря Балістера Чорне Серце, щоб знищити надмірний контроль Установи. Намір Балістера діяти за власним етичним кодексом контрастує з імпульсивністю Німони.
Нейт Стівенсон почав працювати над «Німоною» під час навчання в Коледжі мистецтв Мерілендського інституту. Він вдосконалив образ, створений ще в старших класах школи. З 2012 по 2014 рік Нейт публікував «Німону» як веб-комікс на Tumblr, поступово розвиваючи історію та художній стиль. Готовий графічний роман згодом став його дипломною роботою. В результаті співпраці зі Стівенсоном, видавництво HarperCollins випустило «Німону» у друкованому вигляді у 2015 році. Книгу було перекладено щонайменше 16 іншими мовами та розширено у форматі аудіокниги.
Серед нагород «Німони» — премії Айзнера, Cybils і Cartoonist Studio Prize. Рецензії та наукові дослідження висвітлюють теми квір-ідентичності та гендерфлюїдності, а також те, як вони протистоять традиційним контролюючим установам та маргінальним системам і розхитують їхні підвалини.
Однойменний анімаційний фільм був вперше анонсований у 2015 році студією 20th Century Animation. Виробництво фільму студією Blue Sky Studios спочатку було скасовано після закриття її компанією The Walt Disney Company, а потім відновлено компанією Annapurna Pictures, яка залучила DNEG Animation до створення анімації. Фільм вийшов на Netflix 30 червня 2023 року, здобув схвальні відгуки критики і був номінований на 96-й церемонії вручення премії «Оскар» за найкращий анімаційний повнометражний фільм, однак програв японському анімаційному фільму студії Ghibli «Хлопчик і чапля».

## Сюжет
Німона — перевертниця, найчастіше у вигляді людської дівчинки, але здатна збільшуватися, зменшуватися і приймати будь-яку людську або тваринну зовнішність. Вона рішуче налаштована бути поплічницею лорда Балістера Чорне Серце. Колись той був лицарем Установи правопорядку та героїзму, однак його звідти вигнали після втрати руки в поєдинку з Амброзієм Золотокрижем — поточним чемпіоном. Балістер прагне знищити Установу, але діє за власним етичним кодексом. Німона додає жорстокості в його плани і часто вбиває людей. Вони дізнаються, що Установа використовує джейдрут — отруйну рослину, часто застосовану в темній магії. Балістер доручає Німоні видати себе за ведучу телевізійних новин, щоб розголосити цю інформацію, а також підкинути отруєні, але несмертельні яблука на ринки, щоб нагнати страху. Директорка Установи наказує Амброзію вбити Німону, але той зустрічається з Балістером у таверні і натомість благає його її прогнати.
Балістер знайомиться з докторкою Мередіт Бліцмаєр, яка винайшла пристрій, що живиться «аномальною енергією». Коли Німона перебуває біля пристрою, вона не може перетворюватися. Амброзій відмовляється виконувати наказ вбити Балістера: раніше вони були більше, ніж просто друзями. Він погоджується вбити лише Німону, а того — захопити. На публічному заході ці двоє поширюють ще більше отруєних фруктів, і поки люди перебувають у паніці через її наслідки, Балістер спілкується з людьми і переконує їх повстати проти Установи. Його схоплює Амброзій і використовує як приманку для Німони. Під час сутички їй відрубують голову, але вона виживає, тож вони обоє тікають. Балістер ставить під сумнів її здібності, і вона обмовляється, що її попередня історія — про те, що в дитинстві її зачарувала відьма, — вигадана. Вони сперечаються, в результаті чого Німона його залишає.
Балістер дізнається, що його отрута спричинила смерті. Він прокрадається до лікарні, щоб вилікувати отруєних, однак там його схоплюють. Його сторожить Амброзій, позбавлений чемпіонського звання. Вони розмовляють, і Золотокриж зізнається, що той інцидент на поєдинку був зовсім не випадковим. Директорка запропонувала йому посаду чемпіона за умови, що він виграє поєдинок проти Балістера. Вона дала йому вибуховий спис задля гарантованої перемоги. Спочатку він відмовився, однак, програвши поєдинок, у відчаї його застосував. Балістер потрапляє до лабораторії Установи, де Директорка викриває таємні експерименти над створенням зброї. Там же ув'язнена Німона, яка намагалася його врятувати, однак потрапила в пастку — самовідновлювальну капсулу, спроєктовану для втримання джейдруту. У неї беруть зразок крові, але Німона все ще контролює забрані клітини. Вони перетворюються на колосального звіра, який тікає, щоб убити Директорку та спустошити місто. Флешбек показує Німону, спійману в пастку селянами. Вона стверджувала, що є однією з їхніх дітей, але ті прийняли її за ворога з обличчям померлої дівчинки. Установа захопила Німону і почала проводити над нею експерименти.
Балістер розповідає Амброзію про пристрій докторки Бліцмайєр, і пізніше використовує його для боротьби з чудовиськом. Людська форма Німони про це дізнається і повстає проти нього. Балістер перемагає звіра, але битва пошкоджує лабораторію, тож активується система самознищення. Йому вдається втекти, прихопивши із собою Золотокрижа, а Німоні — ні. Катастрофа викриває використання Установою джейдруту, а Балістер отримує звання героя. Доглядаючи за Золотокрижем у лікарні, лорд Чорне Серце заперечує слова докторки, що Німона — монстр. Коли через кілька хвилин повертається та ж людина, Балістер розуміє, що першою «докторкою» була його поплічниця. Він намагається наздогнати її, але вона зникає в натовпі. Наприкінці коміксу стосунки між Балістером і Амброзієм покращуюються. Лорд Чорне Серце більше ніколи не помічає Німону, принаймні як він думає, але з цікавістю ставиться до кожного незнайомця чи тварини, які на нього дивляться.

## Розробка і публікація
Під час навчання в Коледжі мистецтв Мерілендського інституту Н. Д. Стівенсон отримав завдання створити нового персонажа і повернувся до ідеї про дівчину-перевертня, яку він створив ще в старших класах школи. За словами Нейта, він створив Німону, поєднавши образи перевертня і натхненної Жанною д'Арк персонажки, яку він малював у той час. Стиль Німони був створений на основі його власного досвіду з косплею. Нейт віддавав перевагу косплею чоловічих персонажів і хотів «зробити костюм, в який захотіли б одягнутися люди, не надто зацікавлені огрядними чи спокусливими образами». Слідом з'явилися інші персонажі та історія, оскільки Нейт переглядав концепцію кілька разів протягом третього курсу. Згодом отримав схвалення для того, щоб комікс став його дипломною роботою.
Спочатку Н. Д. Стівенсон публікував «Німону» онлайн на Tumblr. Комікс починався як збірка одно- та двосторінкових епізодів. Нейт каже, що «не мав жодного уявлення, хто така Німона, коли починав її створювати», але вже згодом знав, як завершити такий експериментальний проєкт. За його словами, посередник зв'язався з ним невдовзі після опублікування перших сторінок коміксу. Нейт ще навчався у школі, коли «Німона» була продана його представником видавництву HarperCollins.
Веб-комікс виходив з червня 2012 року по вересень 2014 року. Для Нейта завершення роботи над «Німоною» було приємним і водночас «трохи сумним». У травні 2015 року видавництво HarperCollins опублікувало завершений комікс як графічний підлітковий роман. З того часу його було перекладено кількома іноземними мовами, зокрема українською, китайською, чеською, голландською, французькою, німецькою, івритом, угорською, індонезійською, італійською, норвезькою, португальською, румунською, російською, словацькою, іспанською і турецькою мовами.
У серпні 2016 року на Audible вийшла версія «Німони» у форматі аудіокниги. Її озвучили Ребекка Солер, Джонатан Девіс, Марк Томпсон, Дженуарі Левой, Наталі Голд, Пітер Бредбері та Девід Пітту. Повна аудіокнига триває 2 години і 17 хвилин.

## Аналіз
Рецензії та наукові дослідження представляють Німону як втілення флюїдної ідентичності. Форма Німони є несталою і невизначеною, хоча Міхаела Прекуп зазначила, що на квір-ідентичність Німони здебільшого вказують саме її мовлення та вибір у одязі. Прекуп відзначила «революційний потенціал певної квір-привабливості», а Джеймс Донаг'ю сказав, що Німона представляє флюїдність формування ідентичності і надає молоді сил рухатися вперед. Образ Балістера також змінюється від суперлиходія до героя, кидаючи виклик штампам про добро і зло. Німона відзначається популяризацією альтернативних поглядів на гендер і допомагає читачам зрозуміти власну ідентичність.
Зображення Німони як монстра є відображенням того, як інституції сприймають квір ідентичностей як «абсолютно інших», що загрожують стабільності. Численні дослідження розглядають Установу як таку, що переслідує квір-спільноту та встановлює гетеронормативні гегемонні ідеології за допомогою структурного насильства. Німона здатна кинути виклик цим системам і їх подолати. Таким чином, комікс порівнюють із серіалами «Легенда про Корру» та «Стівен Юніверс». В одній із статей на цю тему зроблено висновок, що саме «розмивання кордонів» дозволяє підривати ці інституції.

## Сприйняття

### Нагороди
«Німона» отримала премії Айзнера, Cybils і Cartoonist Studio Prize. Вона також була номінована на ще одну премію Айзнера та Національну книжкову премію. Випуск «Німони» у твердій палітурці став бестселером New York Times.
| Рік  | Категорія                              | Нагорода                    | Результат         | Примітки | Джерело             |
| ---- | -------------------------------------- | --------------------------- | ----------------- | --- | ------------------- |
| 2012 | Найкращий веб-комікс                   | Cartoonist Studio Prize     | Отримано нагороду | | [ 18 ]              |
| 2015 | Юнацька література                     | Національна книжкова премія | Номіновано        | Стівенсон у свої 23 роки став, ймовірно, наймолодшим номінантом Національної книжкової премії серед усіх категорій цього року. | [ 21 ] [ 2 ] [ 20 ] |
| 2015 | Графічні романи для підлітків          | Cybils Award                | Отримано нагороду | | [ 17 ]              |
| 2015 | Найкращий цифровий веб-комікс          | Премія Айзнера              | Номіновано        | | [ 19 ]              |
| 2016 | Найкраще перевидання графічного роману | Премія Айзнера              | Отримано нагороду | Перевидання видавництвом Harper Teen                                                                                           | [ 22 ]              |

### Відгуки
Лорен Девіс, рецензуючи книгу для io9, назвала «Німону» одним з «найкращих нових коротких веб-коміксів 2012 року», а журнал Paste — найкращим веб-коміксом 2014 року. В огляді для CNN «Німона» була особливо рекомендована читачам-підліткам. Критика відзначила науково-фантастичну атмосферу, яка поєднує магію з технологіями та протиставлення кодексу честі лорда Балістера бажанню Німони вбивати та красти. Ієн А. Макіннес, професор, що цікавиться популярною та молодіжною культурою США, зазначив, що «Німона» розширила розмаїття середньовічної естетики в сучасному медіапросторі.
Ілюстрації описують як легкі та невимушені і порівнюють з роботами Кейт Бітон, Елеонори Девіс та Фейт Ерін Гікс. Нейт Стівенсон створював «Німону» по одній сторінці за раз, що призвело до розвитку художнього стилю з плином часу. Алекс Браун, оглядаючи книгу для Tor.com, зазначив, що, хоча малюнки перших двох розділів і були «кострубатими», техніка покращувалася в процесі роботи, і вже до п'ятого розділу на них було «абсолютно приємно дивитися».

## Екранізація
У 2015 році 20th Century Fox Animation придбала права на створення анімаційного повнометражного фільму. Його виробництвом займалася дочірня студія Fox — Blue Sky Studios, режисером виступив Патрік Осборн, а сценарій написав Марк Геймс.
7 травня 2019 року, після того, як The Walt Disney Company викупила компанію Fox, вихід фільму було перенесено з 14 лютого 2020 року на 5 березня 2021 року, а згодом знову відкладено на 14 січня 2022 року. У лютому 2021 року Disney повідомив про закриття Blue Sky Studios і про скасування екранізації. Після цього, знову ж таки на тлі суперечок про причетність Disney до законопроєкту у Флориді «Не кажи „ґей“» («Don't Say Gay»), кілька колишніх співробітників Blue Sky виступили в ЗМІ з коментарями про фільм. Вони заявили, що на момент скасування фільм був «завершений на 75 %» і що він передбачав сцену зізнання в коханні між Балістером і Амброзіусом, а також одностатевий поцілунок. Вони стверджували, що отримали негативну реакцію від керівництва Disney за висвітлення у фільмі ЛГБТ-тематики.
11 квітня 2022 року було оголошено, що фільм підхопили Netflix і Annapurna Pictures, а анімаційною студією стала DNEG Animation. Датою релізу було призначено 30 червня 2023 року. Нік Бруно і Трой Квон, які працювали над проєктом ще з 2020 року, стали новими режисерами фільму. Роберт Л. Бейрд і Ллойд Тейлор переписали сценарій, а Хлоя Грейс Морец і Різ Ахмед повернулися до озвучення Німони і Балістера, перейменованого на Безстрашного (Boldheart), відповідно, разом з Юджином Лі Янгом в ролі Амброзіуса Золотосяйного.